# Forum Boarium

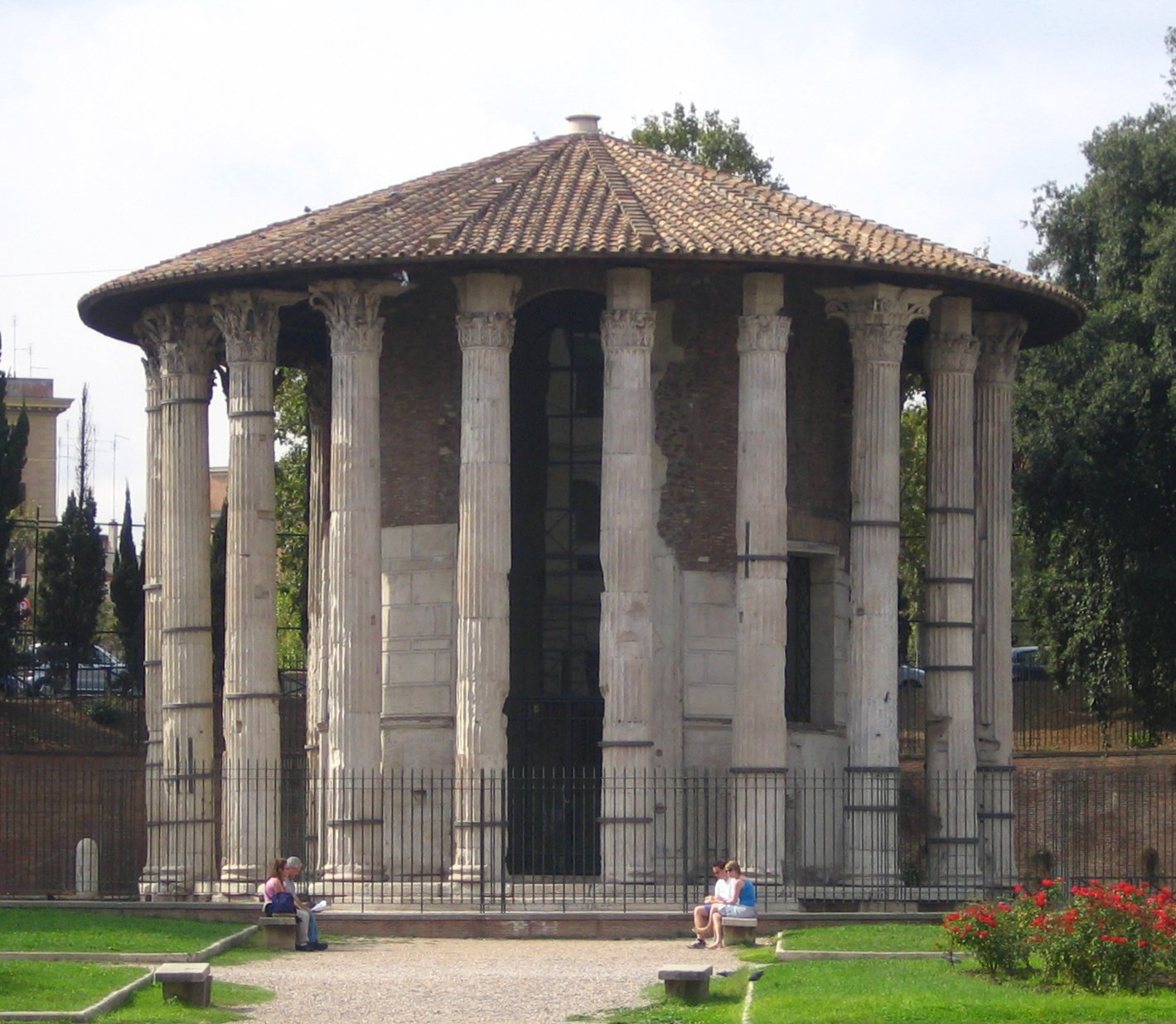
Świątynia Herkulesa

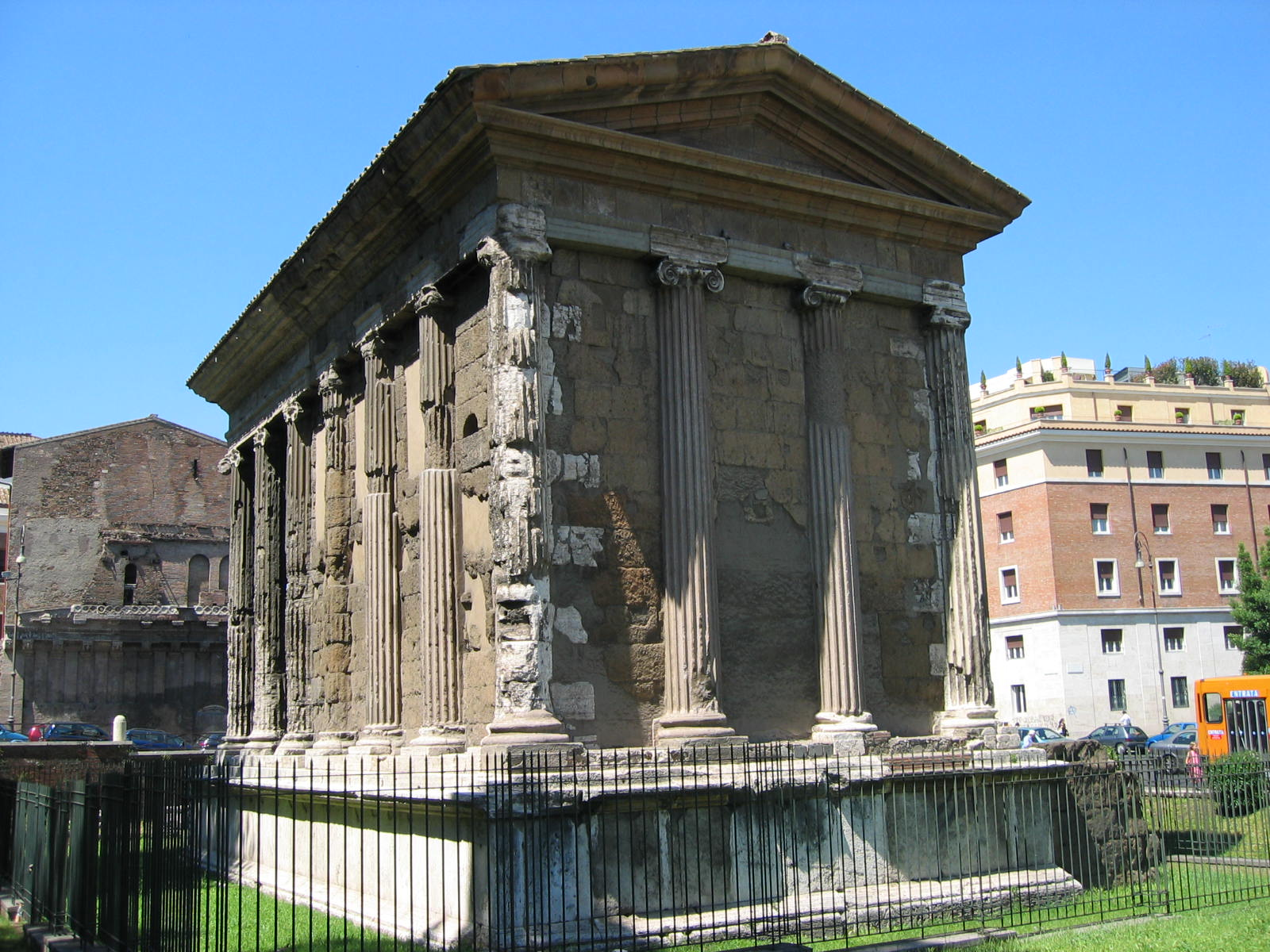
Świątynia Portunusa (tylna i boczna elewacja)

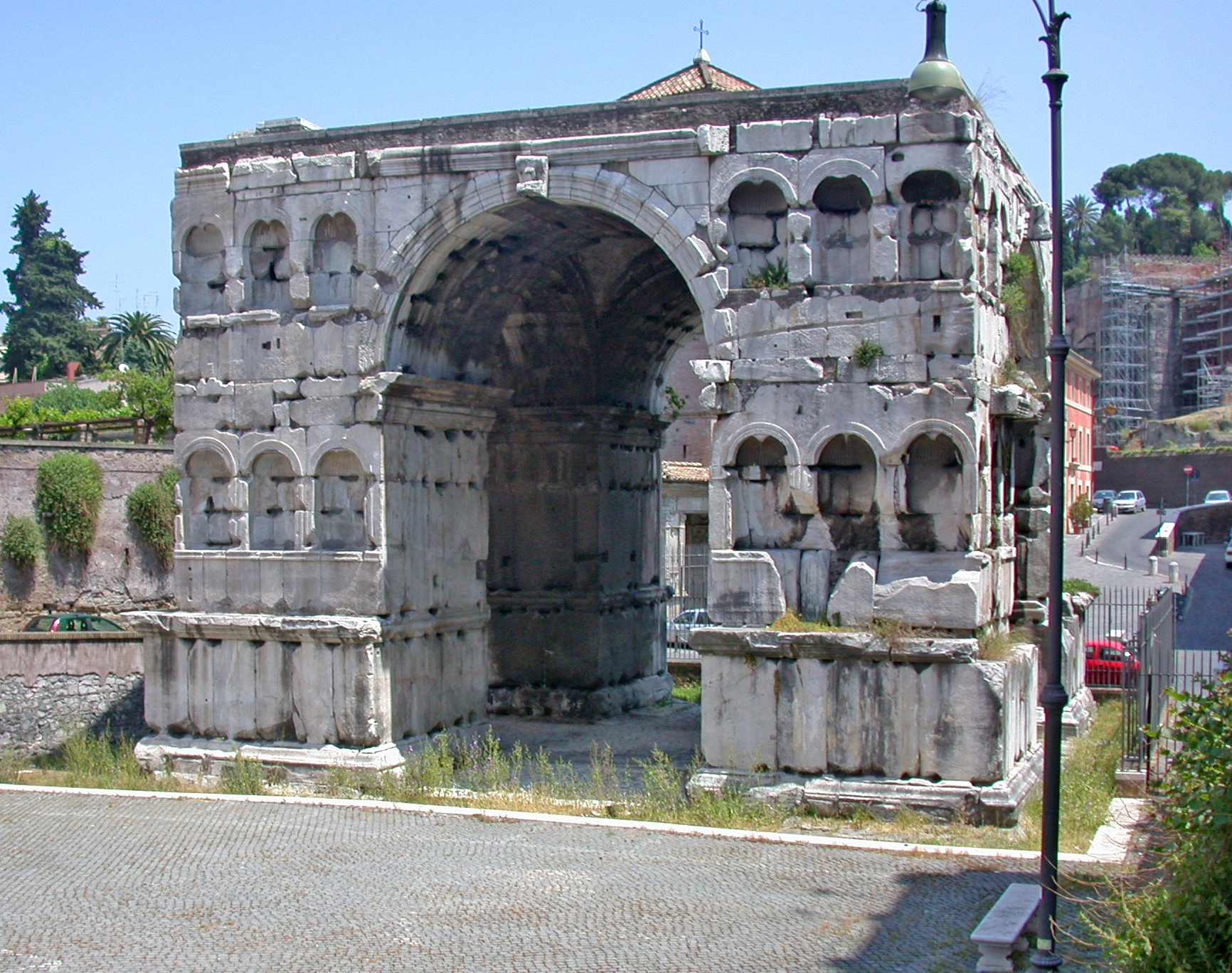
Łuk Janusa

Forum Boarium (Woli Rynek) – najstarsze forum w Rzymie, plac targowy nad rzeką Tyber, pomiędzy wzgórzami Kapitol, Palatyn i Awentyn, w pobliżu Circus Maximus. 
Zostało wybrukowane już VI w. p.n.e. Handlowano na nim przede wszystkim bydłem (skąd pochodzi nazwa), a także rybami. Obok położone było Forum Holitorium (Rynek Warzywny), gdzie (jak nazwa wskazuje) sprzedawano warzywa. Oprócz intensywnej działalności handlowej, Forum Boarium pełniło także rolę jednego z głównych portów rzymskich. Na placach tych pobudowano świątynię Portunusa (błędnie nazywaną Fortuny Virilis) i świątynię Herkulesa (niegdyś uważaną na świątynię Westy), Łuk Janusa, a także kilka innych budowli kultowych. W 264 p.n.e. na tym terenie odbyła się pierwsza walka gladiatorów, jaka miała miejsce w Rzymie. Znajdował się tam też ołtarz Ara Maxima Herculi, na którym składano coroczne ofiary z byka. Tradycję tę zakończył dopiero Konstantyn. Przy Forum Boarium powstały także pierwsze rzymskie mosty.

## Zabytki
Świątynia Herkulesa Victora (albo Olivariusa) – poświęcona opiekunowi handlarzy oliwek i oliwy, mylnie nazywana świątynią Westy. Powstała ok. 140-120 r. p.n.e.  i jest tzw. peripterosem okrągłym o średnicy 17 m, posadowiona na niskim podium, otoczona 20 kolumnami korynckimi, wspierającymi kopułę zniszczoną jeszcze w średniowieczu. Przypomina świątynię Westy na Forum Romanum. Inicjatywa wybudowania świątyni przypisywana jest Scypionowi Aemilianusowi i Lucjuszowi Mummiuszowi. Wewnątrz świątyni znajdował się cokół, na którym stał posąg bóstwa. W okresie średniowiecza została zamieniona na kościół.
Świątynia Portunusa (błędnie Fortuny Viliris) – wybudowana między 80 a 50 r. p.n.e., na miejscu starszej z II w. p.n.e. Jest to joński tetrastylos, pseudoperypteros, wzniesiona na podium o wysokości 2,6 m i celli o wymiarach 9,2x17,8 m. Budowla jest okładana tufem w technice opus quadratum.
Łuk Janusa (Ianus Quadrifrons) – łuk czwórbramny (tetrapylon) wzniesiony między Forum Boarium a Velabrum prawdopodobnie przez Konstantyna I. Łuk na planie kwadratu o sklepieniu  krzyżowym obłożony jest blokami marmuru pozyskanymi z innych budowli (spolia). Wszystkie cztery fasady wykończone są w taki sam sposób: z niszami w filarach, z półkolumny między niszami i figurkami bogiń na zwornikach.